# Сьова (річка)
Сьо́ва (рос. Сёва) — річка на півночі Удмуртії та південному сході Кіровської області, ліва притока річки Кама. Протікає територією Глазовського та Балезінського районів Удмуртії та Афанасьєвського району Кіровської області.
Річка бере початок на схилах Верхньокамської височини на західній околиці колишнього селища Сєверський Лісоучасток. Течія спрямована на північний схід, деякі ділянки — на схід. Русло дуже змеандровано, деякі меандри утворюють так звані луки, які мають значну довжину та кут повороту. Береги заліснені, певними ділянками заболочені. Приймає багато приток, найбільша з яких права Пажамашор.
Над річкою розташовані населені пункти лише Глазовського району: присілки Сьова та Шалаші, селище Сьова.